# Serenata a nessuno/La luna si veste d'argento
Serenata a nessuno/La luna si veste d'argento è un singolo di Achille Togliani e Nilla Pizzi, pubblicato nel 1951. Entrambi i brani sono stati presentati a Sanremo dello stesso anno. Il brano del lato A è cantato dal solo Togliani, mentre quello del lato B è eseguito in duetto dai due artisti.

## Tracce
- Serenata a nessuno
- La luna si veste d'argento

## I brani

### Serenata a nessuno
Serenata a nessuno è la canzone pubblicata sul lato A del singolo, il cui autore del testo e della musica è Walter Colì. Il brano si è classificato al terzo posto al Festival di Sanremo 1951 nell'interpretazione di Achille Togliani.

### La luna si veste d'argento
La luna si veste d'argento è un brano di Vittorio Mascheroni e Biri, presentato da Togliani e Nilla Pizzi al Festival di Sanremo 1951 e posizionatosi al secondo posto. Il brano entro nella classifica generale di fine anno nella nona posizione.

## Accoglienza
Classifica annuale
| Classifica (1951) | Posizione | Artista                      |
| ----------------- | --------- | ---------------------------- |
| Italia            | 9         | Nilla Pizzi Achille Togliani |